# Jalalabad
Jalalabad (em persa: Jalālābād) é uma cidade do Afeganistão, capital da província de Nangarhar. Está situada 150 km a leste de Cabul, perto da passagem de Khyber.
O Seraj-ul-Emarat, a residência do Emir Habibullah e do Rei Amanullah, foi destruído em 1929; os jardins, no entanto, retêm vestígios do passado e propiciam pacíficos passeios de fim de tarde. O mausoléu de ambos os governantes está rodeado por um jardim que se orienta para o Seraj-ul-Emart.

## História
- 630 - Xuan Zang, o famoso monge budista chinês, chegou a Jalalabad e pensou que tinha chegado à Índia.

## Galeria

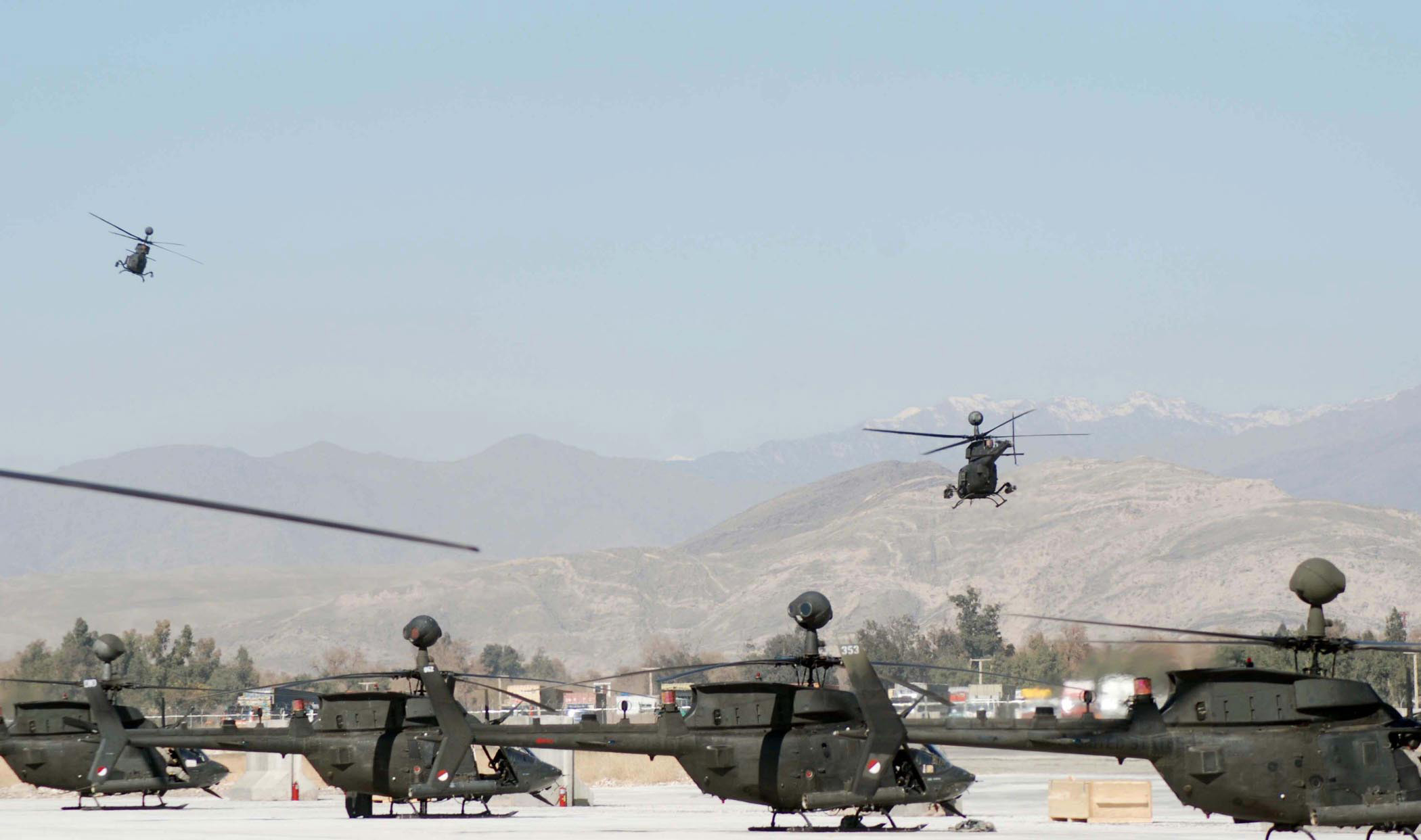
Aeroporto de Jalalabad
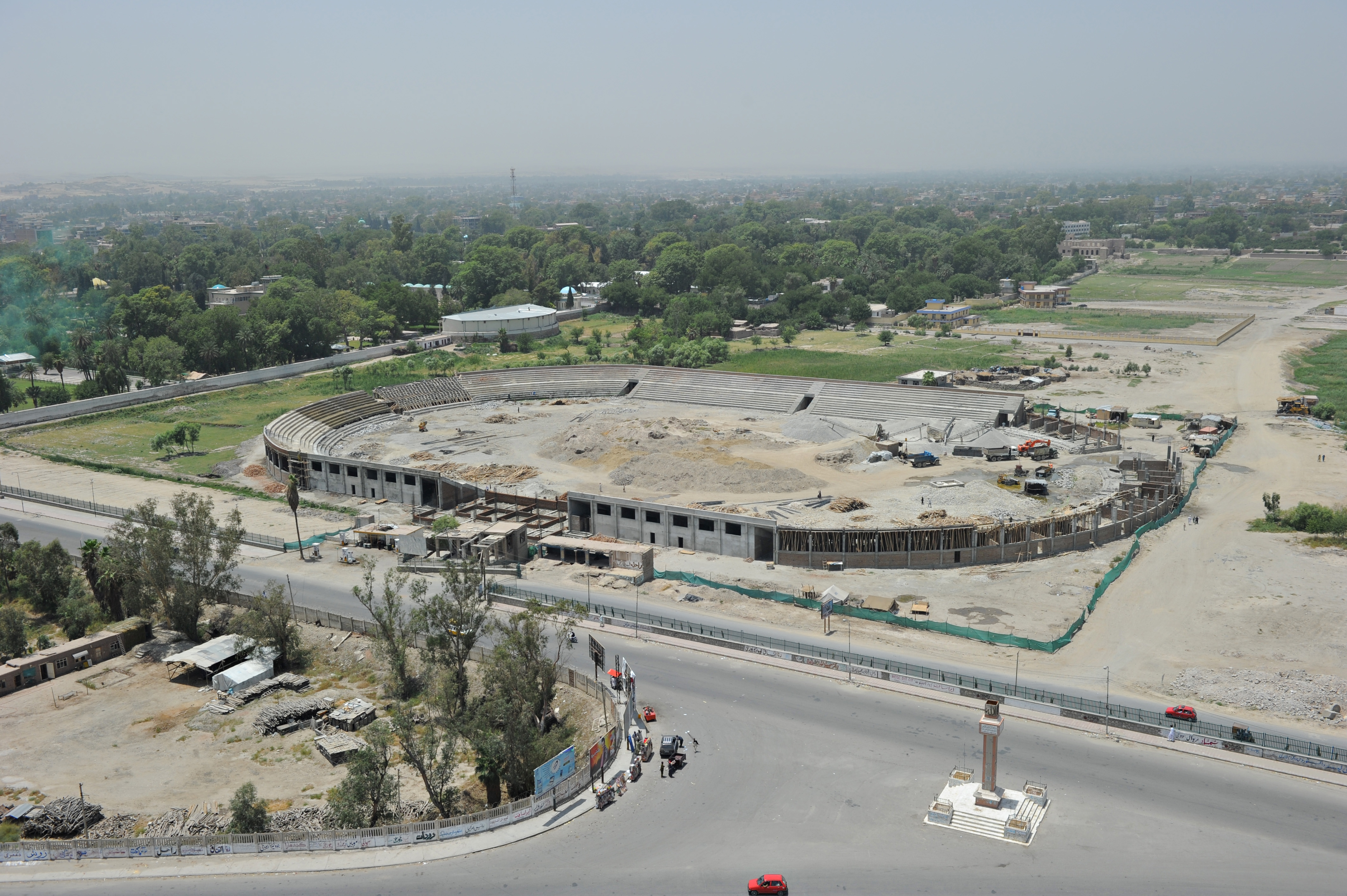
Estádio Sherzai
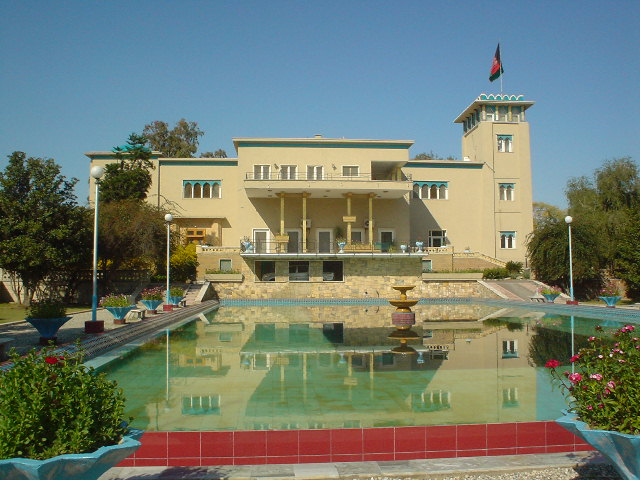
Palácio de Governador
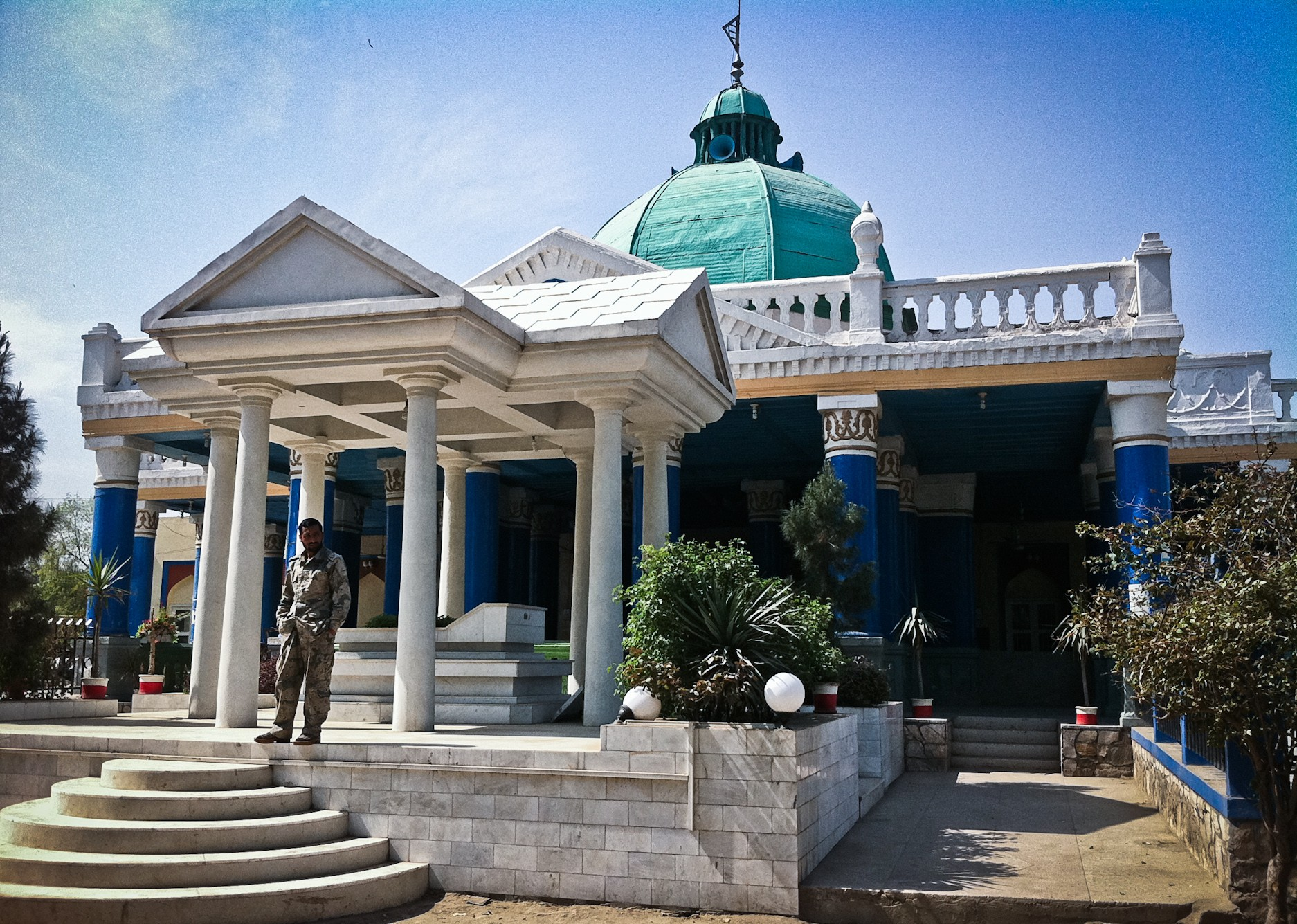
Seraj-ul-Emarat (Mausoléu do Rei Amanullah e famylia)
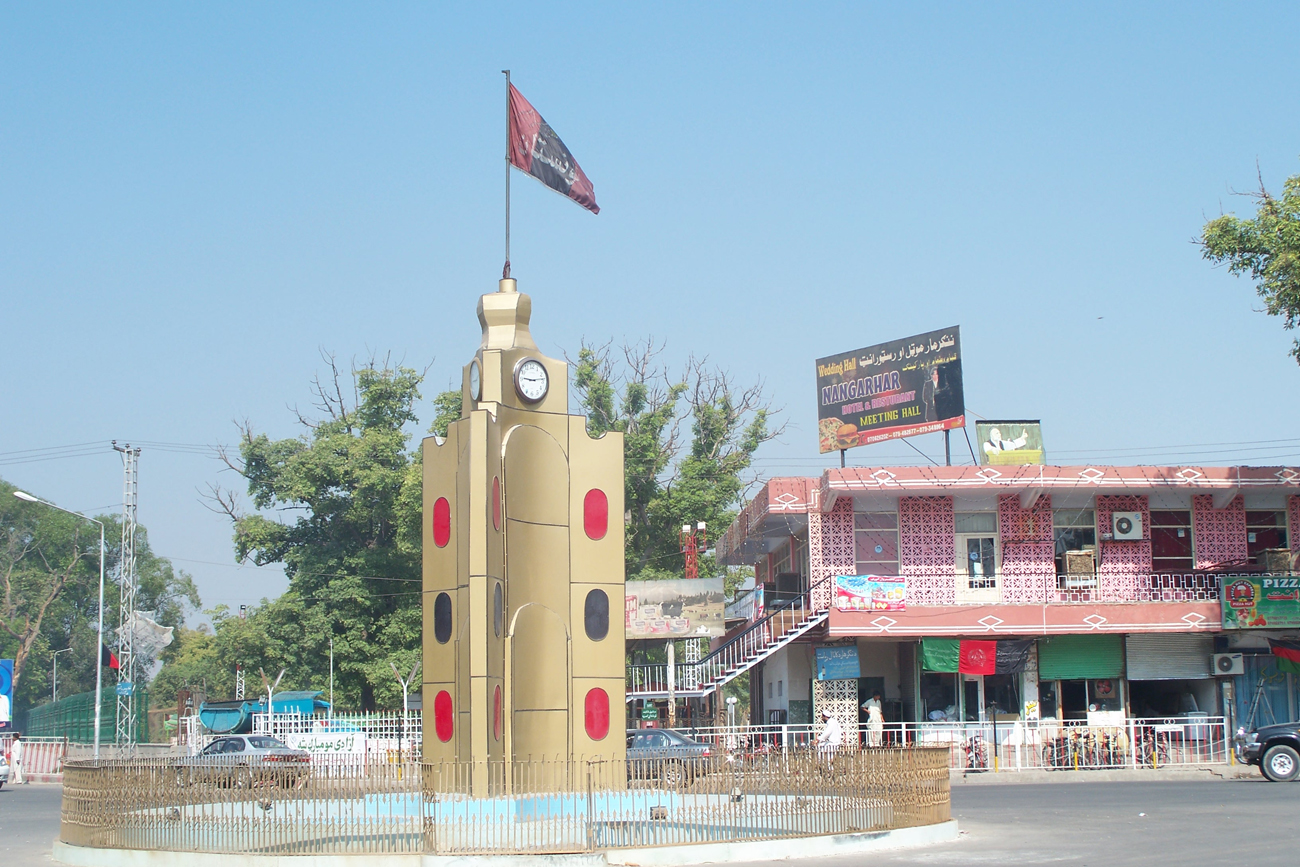